# Sub Pop
Sub Pop — американский лейбл звукозаписи, расположенный в Сиэтле, штат Вашингтон. Получил всемирную известность в начале 1990-х годов благодаря выпускавшимся на нём гранж-группам Nirvana, Soundgarden, Screaming Trees, Mudhoney, Hole и многим другим, представлявшим местную сиэтлскую сцену. В настоящее время это успешный лейбл с солидным бэк-каталогом и такими относительно популярными инди-рок-группами, как The Postal Service и The Shins. Хотя он считается «независимым», 49 % его акций принадлежат фирме Warner Music Group, одному из крупнейших мэйджор-лейблов в мире.
Sub Pop был основан Брюсом Пэвиттом в Олимпии, столице штата Вашингтон в 1979 году в качестве фэнзина под названием Subterranean Pop (начиная со второго выпуска, название было сокращено до Sub Pop). Всего вышло девять выпусков фэнзина, из них шесть были журналы, а три — кассеты с записями малоизвестных, андеграундных местных рок-групп. После этого, на некоторое время, Sub Pop превратился в колонку в сиэтлской газете The Rocket.
В 1986 году Пэвитт переехал в Сиэтл, где выпустил долгоиграющую пластинку-компиляцию Sub Pop 100 — этот год считается годом основания лейбла Sub Pop. В 1987 году Sub Pop выпустил EP группы Green River под названием Dry as a Bone. В том же году лидер группы Soundgarden Ким Тайил познакомил Пэвитта с Джоном Поунимэном. Пэвитт и Поунимэн выпустили дебютный EP Soundgarden под названием Screaming Life, таким образом, Sub Pop стал функционировать как полноценный лейбл звукозаписи. Развитие гранж-сцены Сиэтла было представлено на сборнике Sub Pop 200. В последующие годы он выпустил много ставших успешными релизов, включая дебютный альбом «Нирваны» Bleach (1989) (единственный платиновый альбом в истории лейбла) и первый достигший успеха в мейнстриме эмо-альбом Diary (1994) группы Sunny Day Real Estate.
В 1988 году был создан Sub Pop Singles Club («Клуб синглов Sub Pop»), благодаря которому его члены могли ежемесячно получать по почте записи независимых рок-коллективов. Первым синглом стала пластинка «Нирваны» Love Buzz/Big Cheese, выпущенная в ноябре 1988 года. Служба закрылась в 1993 году, вновь была запущена в 1998 году под названием Singles Club V.2 и окончательно закрылась в 2002 году.
Чтобы раскрутить свой лейбл, Пэвитту и Поунмэну удалось уговорить британского музыкального журналиста Эверетта Тру написать статью о сиэтлской музыкальной сцене в журнале Melody Maker. Эта статья очень помогла популяризации гранжа.
В 1996 году Брюс Пэвитт покинул лейбл, чтобы уделять больше времени семье.
В январе 2007 года альбом группы The Shins Wincing The Night Away попал на второе место в чарте Billboard. Этот релиз стал первым в истории лейбла, попавшим в первую десятку альбомов чарта Billboard.

## Артисты лейбла
(курсивом отмечены бывшие клиенты лейбла)
- 10 Minute Warning
- 5ive Style
- A Frames
- The Afghan Whigs
- All night radio
- Arlo
- Babes in Toyland
- Band of Horses
- Baptist Generals
- Bareminimum
- Beachwood Sparks
- Beach House
- Beat Happening
- Big Chief
- Billy Childish
- Blood Circus
- Boyd Rice
- Bright Eyes
- Broken Girl
- Cansei de Ser Sexy
- Cat Butt
- Chad VanGaalen
- Chappaquiddick Skyline
- Chemistry Set
- Chixdiggit
- Chris and Carla
- Codeine
- Combustible Edison
- Comets on Fire
- Corin Tucker
- Cosmic Psychos
- Courtney Fortune
- Damien Jurado
- Damon & Naomi
- David Cross
- Dead Moon
- Death Cab for Cutie
- Death Vessel
- Dinosaur Jr
- Dntel
- Earth
- Elevator to Hell/Elevator Through
- Eric Matthews
- Eric's Trip
- Eugene Mirman
- Flight of the Conchords
- Fluid
- Frausdots
- Friends of Dean Martinez
- Fruit Bats
- Gardener
- Gas Huffer
- Gluecifer
- Goat
- Godflesh
- godheadSilo
- Green Magnet School
- Green River
- Handsome Furs
- Hazel
- Heather Duby
- Hellacopters
- Heron Oblivion
- Heroic Doses
- Hole
- Holopaw
- Hot Hot Heat
- Iron & Wine
- Jale
- Jason Loewenstein
- Jennifer Gentle
- Jeremy Enigk
- Julie Doiron
- Kelley Stoltz
- Kinski
- L7
- Les Thugs
- Lethal Dosage
- Loney, Dear
- Looper
- Love as Laughter
- Low
- Lubricated Goat
- Memoryhouse
- Mark Lanegan
- METZ[англ.]
- Michael Yonkers
- Migala
- Modest Mouse
- Mudhoney
- Nebula
- Nightcaps
- Nirvana
- No Age
- Oxford Collapse
- Patton Oswalt
- Pedro the Lion
- Pernice Brothers
- Pigeonhed
- Pissed Jeans
- Pleasure Forever
- Plexi
- Poison 13
- Pond
- Radio Birdman
- Rapeman
- Red House Painters
- Red Red Meat
- Rein Sanction
- The Reverend Horton Heat
- Rogue Wave
- Rosie Thomas
- S*M*A*S*H
- Saint Etienne
- Screaming Trees
- Scud Mountain Boys
- Seaweed
- Sebadoh
- Shiner
- Six Finger Satellite
- Sleater-Kinney
- Smashing Pumpkins (Tristessa 7" & 12")
- Sonic Youth
- Soul-Junk
- Soundgarden
- Sprinkler
- Steve Fisk
- Steven Jesse Bernstein
- Sunny Day Real Estate
- Supersnazz
- Tad
- Tall Birds
- Ten Minute Warning
- The Album Leaf
- The Black Halos
- The Blue Rags
- The Brunettes
- The Catheters
- The Constantines
- The Dwarves
- The Elected
- The Evil Tambourines
- The Fastbacks
- The Go
- The Grifters
- The Gutter Twins
- The Hardship Post
- The Helio Sequence
- The Jesus and Mary Chain
- The Makers
- The Murder City Devils
- The Postal Service
- The Rapture
- The Shins
- The Spinanes
- The Supersuckers
- The Thermals
- The Thrown Ups
- The Tyde
- The Walkabouts
- The White Stripes
- The Wipers
- The Yo-Yos
- Thee Headcoats
- Thornetta Davis
- Tiny Vipers
- Trembling Blue Stars
- Ugly Casanova
- Ultrababyfat
- Vaselines (The Way of the Vaselines compilation, 1992)
- Velocity Girl
- Vue
- Weyes Bloods
- Wolf Eyes
- Wolf Parade
- Zen Guerrilla
- Zumpano